# 徐步基
徐步基（1938年4月—2025年5月6日），浙江平湖人，中国政治人物，曾任柳州市政协主席。

## 生平
1961年毕业于大连理工大学机械系，同年分配到广西林业厅工作。1965年调到柳州压缩机厂，主要从事压缩机产品设计工作，参与设计了曾获国家银质奖的VY-9/7型压缩机，担任该厂主导产品2D - 12/8型压缩机的主任设计师，并主持了机械部小化肥氮氢气循环压缩机的联合设计。1980年12月加入中国共产党。1995年9月20日当选政协柳州市第八届委员会主席。
2025年5月6日21时34分在柳州逝世，享年88岁。